# Жак Лусие
Жак Лусие (на френски: Jacques Loussier) е френски музикант, композитор и пианист, известен преди всичко с джазовите си интерпретации на класически композитори като Бах, Бетовен, Вивалди, Дебюси, Моцарт, Равел, Сати, Хендел, Шопен.

## Биография
Роден е на 26 октомври 1934 г. в относително бедно семейство, в жилището на което дори не е имало музикален инструмент, Лусие от 10-годишен се занимава усърдно с пиано и класическа музика, особен афинитет изпитва към творчеството на Йохан Себастиан Бах. През 1952 г. постъпва в Парижката консерватория, където учи при виртуоза Ив Нат. Още през студентските си години успешно се изявява като класически изпълнител, но същевременно търси и алтернативни пътища за изява. Свири в цигански оркестри, акомпанира на шансонните изпълнения на Шарл Азнавур, Жак Брел и др., композира и изпълнява кабаретна, естрадна и кино музика.
Под влияние на особено популярния през 50-те и 60-те години „Modern Jazz Quartet“, Лусие силно се ориентира към класическото джаз трио (пиано, контрабас, ударни плюс евентуален солиращ инструмент). При първия си студиен запис на творби от Бах, той се избира именно на този инструментален формат.
Първият си албум Жак Лусие издава през 1959 г., възприет е с възторг както от публиката, така и от критиката. Плочата е озаглавена „Play Bach“ и повечето му по-късни интерпретации на творбите на великия композитор носят същото име, със съответния цифров индекс. Експериментът с джазирането на творбите на Бах се оказва успешен и през следващите 15 години, Лусие продава повече от 15 милиона плочи.
Въпреки че вече е асоцииран като джазов интерпретатор на Бах и в концертните си изяви да изпълнява предимно творби на този музикален майстор, с течение на времето Лусие се обръща и към творчеството на други автори, като Бетовен, Вивалди, Моцарт, Равел, Сати и др. Излиза извън рамките на джазовото трио – в записите се появява камерен оркестър, орган и т.н.
Успоредно с тази работа Лусие композира и свои торби, сред които „Lumieres“ за сопрано, контратенор, хор, ударни и оркестър; Барокова меса „ХХІ век“; Концерт за тромбон и оркестър, концерт зацигулка и оркестър, 7 струнни квартета и Квинтет за брас „Огненият кон“.

## Творчество
Въпреки първоначалния успех, свързан с джазовата интерпретация на творби от Бах, Лусие не се ограничава да повтаря доказалия се като успешен и продаваем стил и похват. Ако в ранните интерпретации преобладава суингираното предаване почти буквално на оригиналните творби, с течение на времето се наблюдава засилено вмъкване на собствени интерпретаторски и импровизационни форми. Лусие започва да се обръща към други жанрове, като рок и фолклор, борави свободно с разработвания материал (например в интерпретацията на „Годишните времена“ на Вивалди вмъква цитат от „Миса Криола“ на Ариел Рамирес, в разработката на Allegretto от Симфония № 7 на Лудвиг ван Бетовен, цитира пасажи от Соната № 14 и т.н.) В собствените си композиции, Лусие се вписва във френската класическа традиция, наложена от майстори като Булез и Онегер.

## Любопитно
- През 1978 г. Лусие основава свое собствено звукозаписно студио. В него са записани части от знаменития албум „Стената“ на „Пинк Флойд“. Същевременно Лусие си сътрудничи с музиканти като Елтън Джон, Стинг и групата „Йес“.
- През 2002 г. Лусие завежда иск за плагиатство на стойност 10 млн. долара срещу рап изпълнителя Еминем. Обвинението е, че нерегламентирано е заимствал от творбата на Лусие Pulsion за песента си Kill You. През 2006 г. делото е прекратено след извънсъдебно споразумение между двете страни.

## Дискография
- 1959 – Play Bach No. 1 (Decca SS 40 500)
- 1959 – Play Bach No. 2 (Decca SSL 40 502)
- 1959 – Play Bach No. 3 (Decca SSL 40 507)
- 1962 – Jacques Loussier Joue Kurt Weill (RCA 430-071)
- 1963 – Play Bach No. 4 (Decca SSL 40.516)
- 1964 – Play Bach No. 5 (Decca SSL 40.205 S)
- 1965 – Play Bach aux Champs Élysées (Decca Coffret, two albums, SSL40.148)
- 1972 – Dark of the Sun (MGM SE-4544ST)
- 1973 – Jacques Loussier Trio 6 Master Pieces (Philips 6321-100)
- 1974 – Jacques Loussier at the Royal Festival Hall (Philips 6370 550 D)
- 1974 – Jacques Loussier et le Royal Philharmonic Orchestra (Decca PFS 4176)
- 1979 – Pulsion (CBS 84078)
- 1979 – Pulsion sous la mer (Decca 844 060-2)
- 1982 – Pagan Moon (CBS CB271)
- 1985 – The Best of Play Bach (Start STL6)
- 1986 – Bach to the Future (Start CD SCD2)
- 1987 – Jacques Loussier Live in Japan (King Records Japan CD original Live K32Y 6172)
- 1987 – Bach to Bach (Start CD Original Live in Japan SMCD 19)
- 1988 – Brandenburg Concertos (Limelight-Japan CD 844 058-2, Decca Record Company)
- 1988 – The Greatest Bach Partita No.1 in B Flat Major BWV 825 – Orchestral Suite No. 2 in B Minor BWV 1067 (Limelight CD 844 059-2, Decca Record Company)
- 1990 – Lumières "Messe Baroque du 21ième siècle" (Decca CD 425217-2)
- 1993 – Play Bach 93 Volume 2 (Note Productions CD 437000-3)
- 1993 – Play Bach 93 Volume 1 (Note Productions CD 437000-2)
- 1994 – Play Bach Aujourd'hui Les Thèmes en Ré (Note Productions CD 437000-4)
- 1995 – Jacques Loussier Plays Bach (Telarc), Compilation Play Bach 93 et "Les Thèmes en Ré" (Note Productions)
- 1996 – Lumières "Messe Baroque du 21ième siècle" (Note Productions CD 43707)
- 1997 – Jacques Loussier Plays Vivaldi (Telarc CD 83417)
- 1998 – Satie (Telarc CD 83431)
- 1999 – Ravel's Bolero (Telarc CD 83466)
- 2000 – Bach Book 40th Anniversary (Telarc CD 83474), Compilation Play Bach 93
- 2000 – Bach's Goldberg Variations (Telarc CD 83479)
- 2000 – Plays Debussy (Telarc CD 83511)
- 2000 – Play Bach No. 1 (Decca 157 561-2)
- 2000 – Play Bach No. 2 (Decca 157 562-2)
- 2000 – Play Bach No. 3 (Decca 157 892-2)
- 2000 – Play Bach No. 4 (Decca 157 893-2)
- 2000 – Play Bach aux Champs Élysées (Decca)
- 2000 – Play Bach No. 5 (Decca 159 194-2)
- 2001 – Baroque Favorites. Jazz Improvisations: Works by Handel, Marais, Scarlatti, Marcello, Albinoni (Telarc CD 83516)
- 2002 – Handel: Water Music & Royal Fireworks (Telarc CD 83544)
- 2003 – Beethoven: Allegretto from Symphony No. 7: Theme and Variations (Telarc CD-83580)
- 2004 – Impressions of Chopin's Nocturnes (Telarc CD-83602)
- 2005 – Mozart Piano Concertos 20/23 (Telarc CD-83628)
- 2006 – Bach: The Brandenburgs (Telarc CD-83644)